# Корчано
Корча́но (итал. Corciano) — коммуна в Италии, располагается в области Умбрия, подчиняется административному центру Перуджа.
Население составляет 17 008 человек (на 2004 г.), плотность населения составляет 241 чел./км². Занимает площадь 63 км². Почтовый индекс — 6073. Телефонный код — 075.
Святым покровителем населённого пункта почитается Архангел Михаил. Праздник ежегодно празднуется 8 мая.